# Calesia invaria
Calesia invaria är en fjärilsart som beskrevs av Walker 1865. Calesia invaria ingår i släktet Calesia och familjen nattflyn. Inga underarter finns listade i Catalogue of Life.